# Raviscanina
Raviscanina é uma comuna italiana da região da Campania, província de Caserta, com cerca de 1.352 habitantes. Estende-se por uma área de 24 km², tendo uma densidade populacional de 56 hab/km². Faz fronteira com Sant'Angelo d'Alife, Ailano, Pietravairano, Valle Agricola, Baia e Latina.

## Demografia
| Variação demográfica do município entre 1861 e 2011                               |
|                                                                                   |
| Fonte: Istituto Nazionale di Statistica (ISTAT) - Elaboração gráfica da Wikipedia |